# Goes pulcher
Goes pulcher là một loài bọ cánh cứng trong họ Cerambycidae.